# Dustlands
Dustlands (engelska: Dust Lands) är en dystopisk science fiction-trilogi skriven av den kanadensiska författaren Moira Young. En svensk översättning gavs ut av Jan Risheden för Rabén & Sjögren. Böckerna handlar om flickan Saba som letar efter sin tvillingbror som rövats bort i ett hårt och kargt landskap. I berättelsen finns det tydliga influenser från vilda västern.
Den första boken Blodröd väg belönades med det brittiska Costa-priset i kategorin Bästa barnbok. En filmatisering är planerad av Ridley Scott och hans bolag Scott Free Productions. Filmmanuset skrevs av Jack Thorne.

## Bakgrund
Serien är skriven i fonetisk text för att efterlikna rösten av huvudrollen Saba. Handlingen utspelar sig i vilda västern-miljö i framtiden där anarki råder. Moira Young har sagt att hon blev inspirerad av västernfilmer, bland annat Borta med vinden, Doktor Zjivago och Lawrence av Arabien.

## Mottagande
Recensenter från MTV, Los Angeles Times och The Guardian har jämfört den första boken med Hungerspelen av Suzanne Collins. Martin Chilton vid The Telegraph gav en positiv recension och beskrev boken som "gripande" och "fantasifull". Tidskriften Kirkus Reviews rekommenderade serien för läsare som letade efter att läsa om en stark kvinnlig romangestalt.